# Danjin Malinovic
Danjin Malinovic, född 7 oktober 1985, är en svensk skådespelare, dramatiker och författare med ursprung från Bosnien Hercegovina och boende i Helsingborg.

## Biografi
Danjin Malinovic har tidigare arbetat på Helsingborgs stadsteater, Folkteatern i Gävleborg, Örebro teater och Riksteatern som skådespelare och haft roller i bland annat Möss och människor,  Trettondagsafton, Var är mitt hem, Idioterna och Pappa, make och krigsförbrytare. Han har också haft mindre roller i 'Wallander – Vittnet samt i Irene Huss-filmen En man med litet ansikte. Han är sedan 2012 aktuell med sin självskrivna självbiografiska monolog Var är mitt hem? som han turnerat med under 8 års tid med olika teatrar i Sverige. 
Som dramatiker har han skrivit pjäserna Var är mitt hem och Pappa, make och krigsförbrytare som turnerat runt i Sverige.
Under 2014 gav han ut sin första bok med samma titel, Var är mitt hem? 

## Teater

### Roller (ej komplett)
| År   | Roll    | Produktion                                                             | Regi          | Teater                   |
| ---- | ------- | ---------------------------------------------------------------------- | ------------- | ------------------------ |
| 2007 | Antonio | Trettondagsafton (Twelfth Night, or What You Will) William Shakespeare | Michael Cocke | Helsingborgs stadsteater |
| 2018 |         | Idioterna (Idioterne) Lars von Trier                                   | Anja Suša     | Helsingborgs stadsteater |